# Gentiana subuliformis
Gentiana subuliformis är en gentianaväxtart som beskrevs av Shang Wu Liu. Gentiana subuliformis ingår i släktet gentianor, och familjen gentianaväxter. Inga underarter finns listade i Catalogue of Life.